# Abeno Harukas
Abeno Harukas (japonsky あべのハルカス) je výšková multifunkční obchodní budova, která se nachází v japonské Ósace. S její rekonstrukcí se započalo v lednu 2010 a dokončena byla 7. března 2014. Od té doby je tato 300 m vysoká budova s 62 podlažími nejvyšší budovou v Japonsku.

## Popis budovy
Abeno Harukas se nachází nad parkem Tennódži ve čtvrti Tennódži-ku. Vzhledem k velikosti budovy je to největší obchodní dům v celém Japonsku. V 1. patře budovy se nachází železniční stanice Ósaka Abenobaši, jedna z nejfrekventovanějších stanic ve městě. Prostory 2. až 14. patra zabírá obchodní dům Kintecu s celkem 44 restauracemi. V 16. patře je umístěno Muzeum umění Abeno Harukas. V 17., 18. a v 21. až 36. patře se nacházejí kancelářské prostory. V 19. patře je recepce Hotelu Osaka Marriot Miyako, který v budově dále zabírá 20., 38.–55. a 57. patro. Poslední tři patra tvoří vyhlídkové plošiny, kavárny, obchody a bary, přičemž poslední, 60., patro tvoří prosklená vyhlídková terasa nabízející 360° výhled na celé město.

## Historie
Budovu navrhlo japonské architektonické studio Takenaka Corporation ve spolupráci se světoznámým architektem Césarem Pellim. V roce 2010 proběhlo schválení stavby a v tomtéž roce začala stavba, jež byla dokončena v roce 2014.

## Galerie

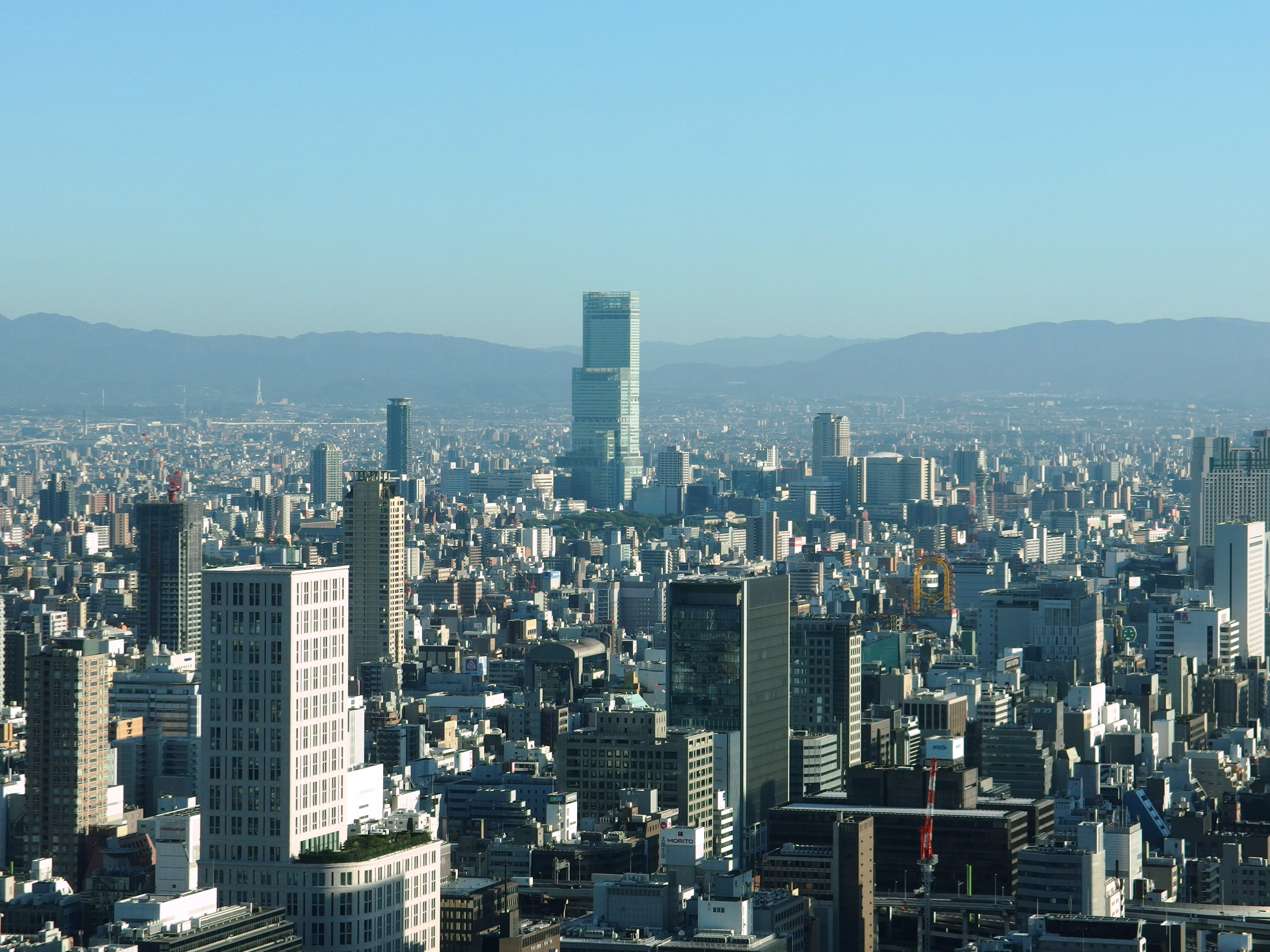
Abeno Harukas při pohledu z mrakodrapu Nakanošima, sídla deníku Asahi šimbun
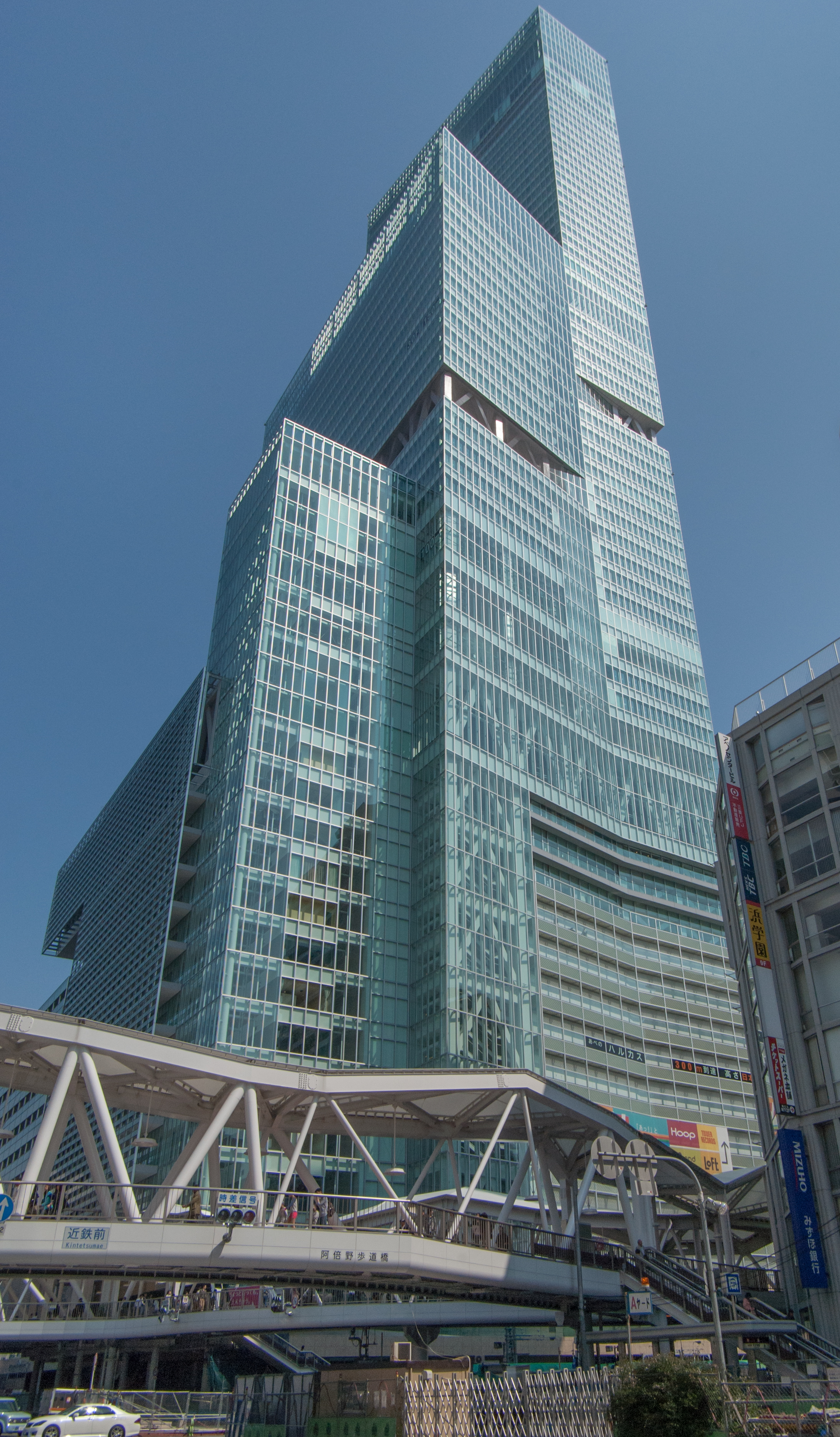
Abeno Harukas a stanice Ósaka Abenobaši
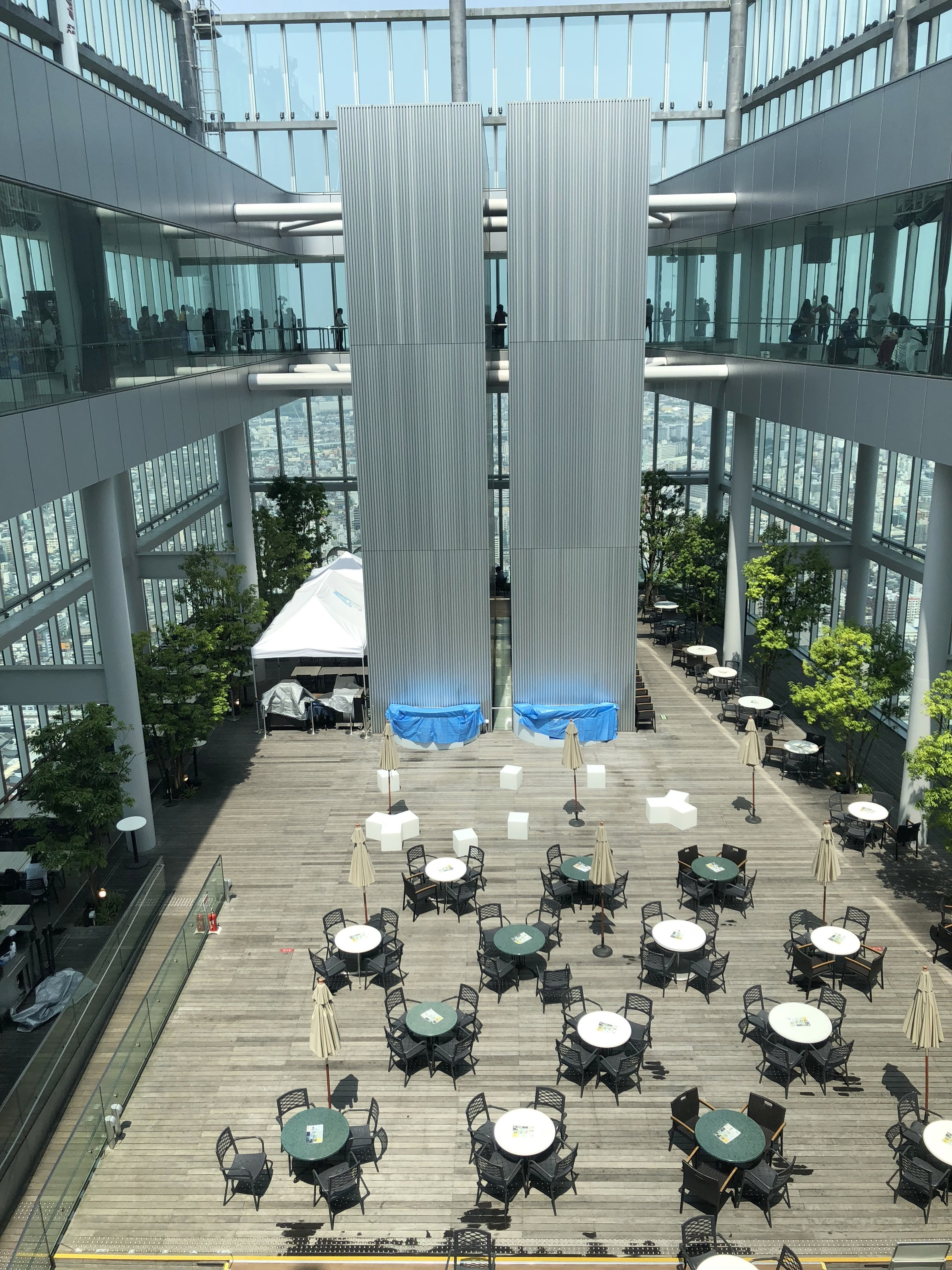
Střešní zahrada Abeno Harukas
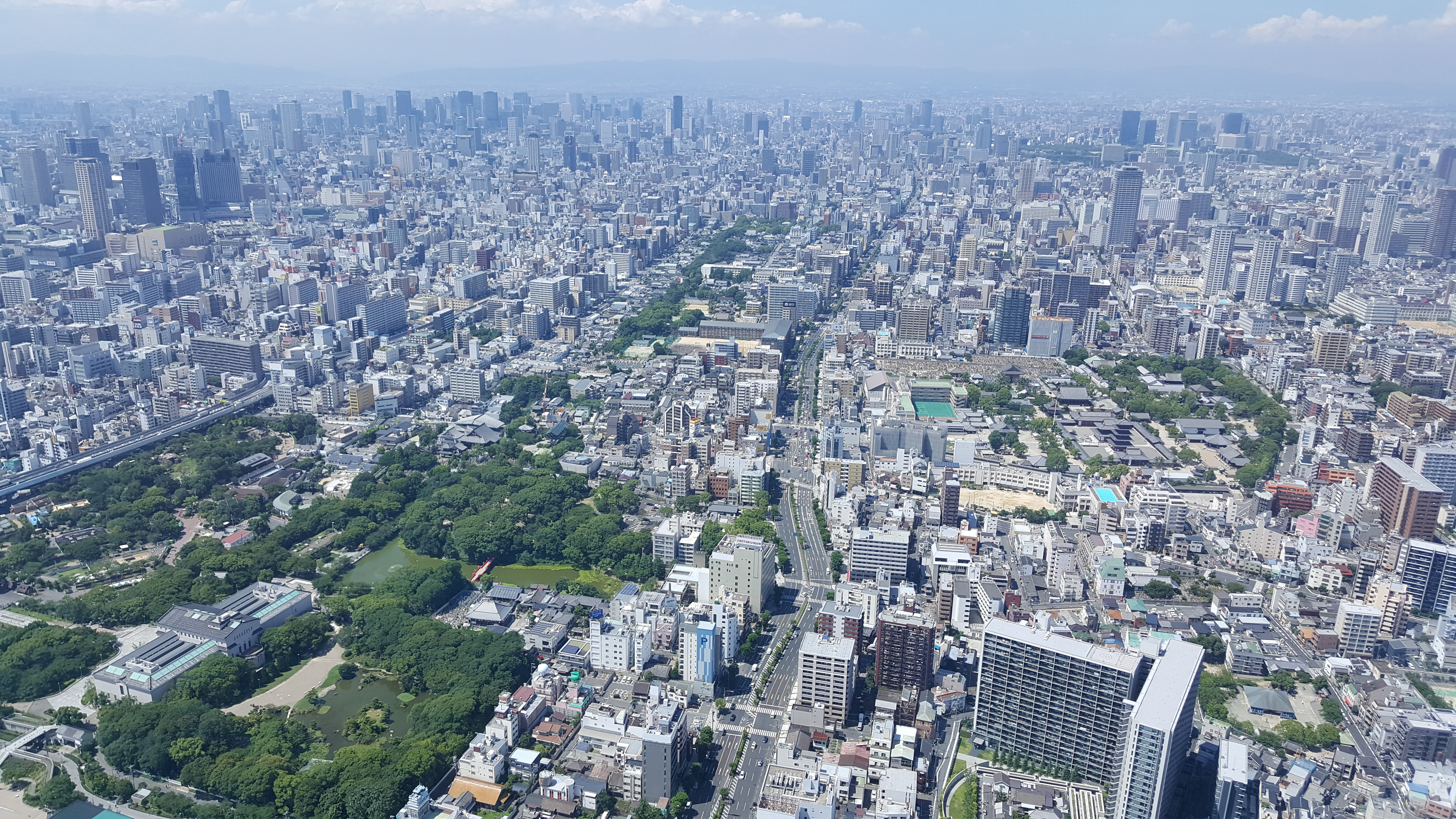
Pohled na Ósaku z Abeno Harukas